# Mustassaare
Mustassaare – wieś w Estonii, w prowincji Võru, w gminie Sõmerpalu. We wsi znajduje się stacja kolejowa Sõmerpalu na linii Valga – Pieczory.